# Barriere
Barriere es un municipio distrital canadiense situado en la provincia de Columbia Británica.

## Superficie
Barriere tiene una superficie de 10,73 km².

## Demografía
En 2021, tenía 1765 habitantes, una densidad poblacional de 164,5 hab./km², y 848 viviendas.